# Enochrus coarctatus
Enochrus coarctatus är en skalbaggsart som först beskrevs av Gredler 1863.  Enochrus coarctatus ingår i släktet Enochrus, och familjen palpbaggar. Arten är reproducerande i Sverige.